# Перелісся (Брестська область)
Перале́ссе (біл. Пералессе) — село в Кобринському районі Брестської області Білорусі. Належить до складу Дивінської сільської ради.

## Географія
Село розташоване за 3 км на північ від білорусько-українського кордону, за 47 км на південний схід від міста та станції Кобрин і за 70 км на схід від Бреста.
Станом на 2012 рік площа населеного пункту становила 0,44 км² (44 га).
Поблизу села протікає меліоративний канал Нізевський завдовжки близько 18 км — лівий приток каналу Козацький. Відповідно до Плану управління басейном річки Західний Буг, канал використовується як місце відпочинку та аматорського рибальства.

## Історія
На карті Шуберта 1872 року на місці сучасного села позначено урочище Перевисє, що підтверджує існування топоніма та поселення ще у XIX столітті.
Давня назва — Перевесє. Населений пункт відомий з 1897 року. На той час — поселення у складі Мокранської волості Кобринського повіту Гродненської губернії (2 двори, 10 жителів). За даними 1905 року — урочище Перавессе з такою ж кількістю жителів.
З 1921 року — у складі Польщі, гміна Дзівинув, Кобринський повіт, Поліське воєводство. З 1939 року — у складі Білоруської РСР. У різні роки перебувало в адміністративному підпорядкуванні:
- з 15 січня 1940 року — у складі Дивинського району,
- з 12 жовтня 1940 року — Осовська сільська рада,
- з 8 серпня 1959 року — Малоритський район,
- з 25 грудня 1962 року — Кобринський район.

У роки Другої світової війни село було окуповане німецько-фашистськими військами з червня 1941 року до липня 1944 року. У 1942 році на території Пералесся були розстріляні мирні жителі та радянський солдат — відомо щонайменше про шість місць поховань.
У 1999 році село входило до складу колгоспу «Дружба народів» (центр — аг. Оса).
У 2013 році внаслідок адміністративної реформи Осовську сільську раду, до складу якої входило Пералессє, було ліквідовано. За результатами громадських слухань територія, включно з Пералессям, була приєднана до Дивинської сільської ради.

## Населення
Історична чисельність населення:
- 1940 — 177 осіб (32 двори);
- 1959 — 96 осіб;
- 1970 — 55 осіб;
- 1999 — 61 особа (27 господарств);
- 2005 — 46 осіб (20 господарств);
- 2009 — 25 осіб;
- 2016 — 17 осіб (10 господарств)[12];
- 2019 — 7 осіб;

- 2023 — 8 осіб (4 господарства).

## Інфраструктура
У селі відсутні стаціонарні об’єкти соціального та побутового обслуговування. Виїзне обслуговування (ремонт, перукарські послуги тощо) здійснюється двічі на місяць силами ВАТ «Універсам Кобрин».
Перелісся з’єднане автобусним маршрутом № 204 з автовокзалом міста Кобринь.
Через село проходить місцева автомобільна дорога Н-851, яка з’єднує його з агрогородками Дівін та Оса.
Південніше села розташовані ділянки лісового фонду (понад 850 га), що використовуються для ведення лісового господарства. На північний схід від Перелісся знаходяться сільськогосподарські угіддя (понад 1600 га), що входять до обслуговуваної території Дівінської сільради.